# Batalla de Bornhöft (1813)
La batalla de Bornhöved o Bornhöft fue una batalla acontecida el 7 de diciembre de 1813 entre un regimiento de caballería sueco bajo el mando de Bror Cederström y las tropas danesas del Príncipe Federico de Hesse reforzadas por un pequeño número de caballería polaca e infantería alemana. El choque se produjo en el pequeño pueblo de Bornhöft, en lo que hoy es Schleswig-Holstein, en el norte de Alemania. El enfrentamiento ocurrió durante la guerra de la Sexta Coalición, parte de las guerras napoleónicas, y fue la última vez que las fuerzas suecas y danesas se encontraron en el campo de batalla.

## La batalla
El príncipe heredero Carlos Juan lideró una división de los ejércitos del norte, incluido el Mörners husarregemente (más tarde el Kronprinsens husarregemente), bajo el mando del comandante de la caballería sueca Anders Fredrik Skjöldebrand, para perseguir al ejército danés en retirada. La idea era que la caballería sueca avanzara en paralelo con los daneses hasta que el general Wallmoden pudiera cortar su retirada y obligar a los daneses ahuyentados a rendirse.
Carlos Juan había sido muy económico con las fuerzas suecas durante toda la guerra y se contuvo deliberadamente para permitir que los aliados sufrieran grandes pérdidas mientras reservaba a las fuerzas suecas para su uso futuro. La caballería sueca, que se sentía excluida de todas las grandes batallas anteriores de la guerra, a lo que se añadía de que su regimiento no había participado en combate en la guerra de 1808-9 en la que se que perdió Finlandia, desobedeció sus órdenes y cabalgó directamente contra las fuerzas danesas. Chocó con la retaguardia danesa (formada por ulanos polacos, una fuerza de élite enviada por Napoleón para cubrir la retirada danesa) durante todo el día hasta que por la noche los suecos se encontraron con las principales fuerzas danesas reunidas en Bornhöved. Esta fuerza danesa compuesta por 2.500 efectivos estaba formada por infantería, caballería y artillería y normalmente no habría considerado la avanzada de la caballería sueca como una gran amenaza (dado que en un terreno tan difícil y tan cerca del anochecer un ataque de caballería frontal contra la infantería con el apoyo de la artillería sería pura tontería), pero como su retaguardia todavía estaba envuelta en peleas con las patrullas suecas, hizo que los daneses formaran en filas y esperaran.

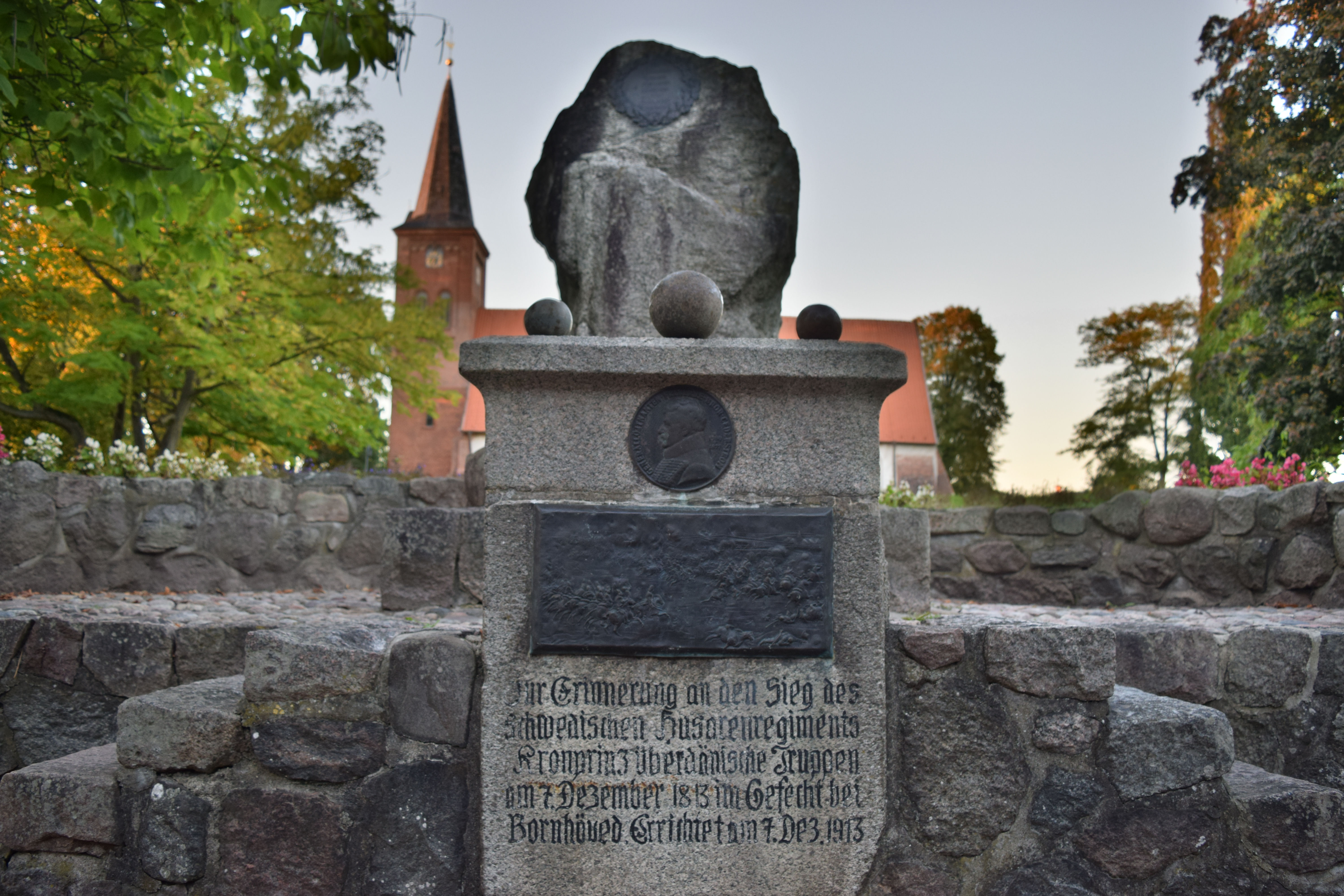
Monumento de la batalla de Bornhöft.

Primero llegó la retaguardia danesa, todavía hostigada por algunos escuadrones suecos al mando del comandante Fritz von der Lancken y finalmente disipada por el asalto sueco. Los atacantes luego activaron la fuerza principal danesa y los daneses reunieron todas sus fuerzas a la vez, con un reconocimiento sueco derrotado y von der Lancken en retirada. Mientras tanto, la principal fuerza sueca comenzó a formar. Con siete escuadrones con un total de 471 hombres, comandados por el coronel Bror Cederström, la caballería sueca pasó inmediatamente al ataque, disolviendo las formaciones danesas y obligándoles a retirarse. La victoria sueca en Bornhöved llegó a ser un paso importante hacia el objetivo de Suecia de arrebatar Noruega a Dinamarca, finalmente logrado en el Tratado de Kiel.